# Agnus Dei (Zurbarán-Barcelona)
Agnus Dei (en llatí, Be de Déu) és un quadre de Francisco de Zurbarán propietat d'una col·lecció privada de Barcelona i que el govern de la Generalitat de Catalunya va declarar bé cultural d'interès nacional el 5 de maig de 2015.
Està pintat a l'oli sobre llenç i mesura 38 cm d'alt per 62 cm d'ample. Zurbarán va realitzar sis versions d'aquest tema, entre les quals presenten molt poques variants. Una d'aquestes variacions es troba al Museo del Prado i una altra a la Fine Art Gallery de San Diego (Califòrnia, Estats Units).
Zurbarán realitza aquí una imatge del Be de Déu o Agnus Dei extraordinàriament naturalista. Podria prendre's com un estudi del natural per inserir-ho després en composicions com l'Adoració dels pastors; no obstant això, hi ha bens que contenen un sentit clarament religiós, sobretot si porten nimbo. La bellesa del bé pot suggerir que estem davant Crist però, d'altra banda, és un xai petit exempt d'idealitzacions, segons la religiositat espanyola de la primera meitat del segle xvii. Zurbarán lliga de quatre potes el xai de Déu i les projecta cap a l'espectador per donar major sensació de volum i fer-lo partícip de l'escena. La figura es retalla sobre un fons neutre que destaca la minuciositat amb què ha pintat l'artista els bucles de llana.
Es tracta d'una obra especialment destacables de l'artista sobre el tema tractat en la pintura, en la qual l'autor es mostra com un mestre consumat. L'obra a una època en què l'autor es troba en plena maduresa artística i on és visible una gran qualitat tècnica i un domini de la llum i dels colors. L'efecte de la il·luminació incrementa el realisme amb què està pintada la llana de l'anyell. Destaca l'anàlisi cromàtica, resultat d'una gran observació de la natura.

## Bé cultural d'interès nacional
L'any 2012, la Generalitat de Catalunya comença un procés legal per protegir aquesta obra, i evitar de forma jurídica la seva sortida de l'estat espanyol. Al mateix 2012, la Direcció General de Patrimoni ja va emetre un informe favorable i el novembre de 2013 s'obre un expedient per a declarar aquesta pintura Bé Cultural d'Interès Nacional (BCIN) reconeixement i protecció que el Consell executiu acorda el 5 de maig de 2014. A partir d'aquest moment, l'obra és inexportable i, si es vengués, la Generalitat podria exercir el dret preferent d'adquisició.